# Barleria albomarginata
Barleria albomarginata là một loài thực vật có hoa trong họ Ô rô. Loài này được Hedrén mô tả khoa học đầu tiên năm 2006.